# Joan Chamorro Presenta Alba Armengou
Joan Chamorro Presenta Alba Armengou es el decimoprimer álbum de Joan Chamorro y Alba Armengou de su colección "Joan Chamorro Presenta". A pesar de ser todas las canciones interpretadas por Alba Armengou, participaron músicos de la Sant Andreu Jazz Band como Andrea Motis, Rita Payés, Elia Bastida, entre otros.
Este album es una compilación de las diferentes presentaciones en vivo de la Sant Andreu Jazz Band, grupo actualmente formado por Alba Armengou. Armengou interpreta todas las canciones vocalmente o tocando la trompeta. Las canciones fueron dirigidas y a su vez también acompañadas musicalmente por Joan Chamorro.

## Lista de canciones
1. Diz Que Fui por Aí 
2. Yesterdays
3. Nobody Else But Me
4. Dança de Solidao
5. No Moon At All 
6. Shiny Stockings
7. Pela Luz Dos Olhos Teus 
8. Stolen Moments
9. Pra Machucar Meu Coraçao
10. I Feel Pretty
11. In The Wee Small Hours
12. Meditaçao
13. A Flower Is A Lovesom Thing
14. Outra Vez
15. When I Fall In Love
16. I Was Doing All Right